# Schizamminidae
Schizamminidae es una familia de foraminíferos bentónicos de la superfamilia Astrorhizoidea, del suborden Astrorhizina y del orden Astrorhizida. Su rango cronoestratigráfico abarca el Holoceno.

## Discusión
Clasificaciones previas incluían Diffusilinidae en el suborden Textulariina del orden Textulariida.

## Clasificación
Schizamminidae incluye a los siguientes géneros:
- Jullienella
- Schizammina

Otro género considerado en Schizamminidae es:
- Psammoscene, aceptado como Schizammina